# Kristine Listau
Kristine Listau (* 21. August 1977) ist eine deutsche Verlegerin und Übersetzerin. Sie lebt in Berlin.

## Leben
Listau ist in der Sowjetunion und im Rheinland aufgewachsen, studierte in Frankfurt am Main und arbeitete dort von 2006 bis 2012 im Kulturamt der Stadt, wo sie insbesondere für die Organisation und Öffentlichkeitsarbeit von Literaturfestivals und Stadtjubiläen verantwortlich war.
2012 zog sie nach Berlin. Dort leitete sie kurz den Veranstaltungsbereich der Stiftung Stadtmuseum Berlin, bevor sie 2014 zunächst Geschäftsführerin und ab 2016 zusammen mit Jörg Sundermeier, ihrem Ehemann, Mitinhaberin und Verlegerin des Verbrecher Verlags wurde. Dieser wurde 2019 gemeinsam mit dem Berenberg Verlag mit dem Berliner Verlagspreis (Hauptpreis) ausgezeichnet, zudem erhielt der Verlag den Deutschen Verlagspreis in den Jahren 2019, 2020, 2022 und 2023.

Zu ihrer programmatischen Arbeit im Verlag erklärte sie: 
Es ist nicht so, dass wir uns in erster Linie für Literatur interessieren, die sich mit dem Ziel einer solidarischen Gesellschaft auseinandersetzt. Es ist schön, wenn das passiert. Für uns ist die Sprache, die Kunst das Wichtigste bei einem literarischen Werk. Wir veröffentlichen keine pädagogische Literatur, keine Literatur, die mit dem sprichwörtlichen Zaunpfahl daherkommt. Das ist nicht unser Ding. Die Sprache ist entscheidend. Wenn es dann gegen Sexismus, gegen Rassismus geht, ist das für uns interessant, aber das muss es nicht in erster Linie sein. Die Art, wie es erzählt wird, muss originell sein.
Bei Sachbüchern wählen wir in erster Linie Bücher aus, die sich gegen Sexismus oder Rassismus einsetzen. Wir haben auch das Glück, dass Autor*innen und Herausgeber*innen bei uns für solche Bücher einen Programmplatz suchen. Das ist uns wichtig, denn wir glauben, dass wir als Verlag zu einer toleranten, solidarischen, freundlicheren Gesellschaft beitragen können.
2014 bis 2018 vertrat sie zudem Autoren gemeinsam mit Maria Antas und Susan Bindermann bei der Literaturagentur Antas Bindermann Listau – „bis ihr der Verlag so viel Zeit abverlangte, dass sie nicht mehr als Agentin arbeiten konnte.“
Von 2019 bis 2023 war sie Regionalsprecherin Berlin der BücherFrauen. Sie ist zudem im Börsenverein des Deutschen Buchhandels, Landesverband Berlin-Brandenburg, ehrenamtlich tätig.
2023 veröffentlichte sie ihre erste Übersetzung aus dem Russischen – eine 1929 in der Sowjetunion erschienene, bislang in Deutschland völlig unbekannte Publikation der von den Nationalsozialisten ermordeten Widerstandskämpferin Olga Benario.
Sie ist Mitglied des PEN Berlin.

## Schriften
- Nachwort (mit Jörg Sundermeier) zu „Faschistische Ideologie“ von Zeev Sternhell (Übersetzung von Volkmar Wölk), Berlin, Verbrecher Verlag 2019
- Übersetzung von „Berliner Kommunistische Jugend“ von Olga Benario (Vorwort von Anita Leocádia Prestes), Berlin, Verbrecher Verlag 2023